# Olof Cederlöf
Olof Cederlöf, född 11 juli 1739 i Harstads socken, död 13 augusti 1808 i Björkebergs socken, var en svensk präst.

## Biografi
Olof Cederlöf föddes 1739 på Skeby i Harstads socken. Han var son till bonden Sven Farmansson och Anna Olofsdotter. Cederlöf blev 1760 student vid Uppsala universitet och 1763 vid Lunds universitet. Han promoverades till magister där 1766 och prästvigdes 21 december samma år. Cederlöf blev 1781 extra ordinarie bataljonspredikant vid Jönköpings regemente och 6 oktober 1790 komminister i Ledbergs församling med tillträde 1792. Han avlade pastoralexamen 14 mars 1798 och blev 28 juli 1798 kyrkoherde i Björkebergs församling med tillträde samma år. Cederlöf avled 1808 i Björkebergs socken.

### Familj
Cederlöf gift sig 26 november 1795 med Ulrika Tranberg (1749–1829). Hon var dotter till kyrkoherden i Säby socken och hade tidigare varit gift med komministern Z. Ekstrand i Rogslösa socken.